# 2000年5月逝世人物列表
2000年逝世人物列表：1月 - 2月 - 3月 - 4月 - 5月 - 6月 - 7月 - 8月 - 9月 - 10月 - 11月 - 12月
2000年5月逝世人物列表，是用於匯總2000年5月期間逝世人物的列表。

## 依日期排序

### 1日
- 克勞迪奧·克裡斯托瓦姆·德·皮尼奧，77歲，綽號“經理”。
- 約翰·埃默里，84歲，英國兒科病理學家。
- 吉爾·法茨，85歲，美國電視製片人。[1]
- David J. Mahoney，76歲，美國商人和慈善家，死於心臟病。[2]
- 吉比·姆巴塞拉，37歲，尚比亞足球運動員。
- 史蒂夫·里夫斯，74歲，美國演員，死於淋巴瘤。[3]
- 諾拉·斯威本（Nora Swinburne），97歲，英國女演員。[4]
- 尤卡·塔帕尼邁基（Jukka Tapanimäki），38歲，芬蘭遊戲程式師，心力衰竭。
- 熱拉爾·塞伯格，69歲，加拿大奧運冰球運動員，銅牌得主（1956年）[5]

### 2日
- 勞里·卡爾文·巴特爾，87歲，美國政治家。[6]
- Belva Cottier，79歲，美國蘇族活動家和社會工作者。
- 鮑勃·霍姆，81歲，美籍加拿大電視演員，以扮演『友好的巨人』而聞名，死於列腺癌。[7]
- Bobbi Martin，56歲，美國鄉村和流行音樂歌手，詞曲作者和吉他手，死於癌症。[8]
- 比利·穆恩，88歲，英國爵士鋼琴家。[9]
- 哈裡·紐曼，90歲，美式橄欖球運動員。[10]
- Sundar Popo，56歲，特立尼達和多巴哥音樂家。
- 克莉絲蒂娜·瑪麗·裡格斯，28歲，美國被定罪的殺人犯，被注射死刑。[11]
- 泰瑞·桑頓（Teri Thornton），65歲，美國爵士歌手，膀胱癌。[12]
- 諾曼·溫賴特（Norman Wainwright），85歲，英國游泳運動員和奧運選手。[13]

### 3日
- 劉易斯·艾倫，94歲，英國影視導演。[14]
- 理查·弗裡德里希·阿倫斯，81歲，美國數學家。[15]
- 奧比·貝茲利（Obie Baizley），82歲，加拿大曼尼托巴省政治家。
- 埃迪·查普曼（Ed Chapman），94歲，美國棒球運動員。[16]
- 威廉·凱斯，77歲，澳大利亞陸軍軍官。
- Mamuka Kikaleishvili，39歲，喬治亞演員和電影導演。
- 布萊恩·洛布，69歲，英國板球運動員。[17]
- 中田喜直，76歲，日本作曲家，結直腸癌。[18]
- 約翰·約瑟夫·奧康納，80歲，美國羅馬天主教主教，死於腦癌。[19]
- Shakuntala Paranjpye，94歲，印度作家，女演員和社會工作者。
- 喬恩·文森特，38歲，美國色情演員，自殺身亡。
- 愛德華·斯彭加，82歲，耶穌會的美國耶穌會牧師。

### 4日
- 德里克·阿什爵士，81歲，英國外交官。
- 亨德里克·卡西米爾，90歲，荷蘭物理學家，以卡西米爾效應而聞名。[20]
- 溫貝托·多諾索，61歲，智利足球運動員。
- Jacques Gerschwiler，101歲，瑞士花樣滑冰運動員和教練。
- 阿爾文·庫爾茨（Alwyn Kurts），84歲，澳大利亞戲劇和喜劇演員，肝功能衰竭。
- 基蘭·紐金特（Kieran Nugent），臨時愛爾蘭共和軍志願者，心血管疾病。
- 戴安娜·羅斯，89歲，英國兒童作家。[21]
- Sugi Sito，73歲，墨西哥摔跤手，被稱為El Orgullo de Oriente。

### 5日
- 愛德華·阿什利·庫珀，93歲，澳大利亞演員，死於充血性心臟衰竭。[22]
- 吉諾·巴塔利，85歲，義大利自行車賽車手。[23]
- Jan Firbas，79歲，捷克語言學家。
- Don Kindt，74歲，美式橄欖球運動員。[24]
- 羅爾夫·馬格納，89歲，二戰期間逃離印度的德國人。[25]
- 比爾·穆塞爾曼，59歲，美國籃球教練，死於中風。[26]

### 6日
- 貝諾·喬杜里（Benoy Choudhury），印度自由鬥士和政治家。
- 埃利亞扎爾·希門尼斯，71歲，古巴國際象棋大師。
- 戈登·麥克萊蒙特（Gordon McClymont），79歲，澳大利亞農業科學家和生態學家。[27]
- 李·摩爾，61歲，聖基茨和尼維斯政治家。
- 羅傑·馮·諾曼，91歲，匈牙利出生的德國電影編輯和導演。[28]
- 約翰·克萊夫·沃德，75歲，英裔澳大利亞物理學家，死於呼吸系統疾病。
- 彼得·威廉·尤恩斯爵士，84歲，英國外交官和殖民地行政長官，死於肺炎。[29]

### 7日
- Dov Bar-Nir，88歲，比利時-以色列政治家。
- 小范朋克，90歲，美國演員，范朋克的兒子，死於心臟病發。[30]
- 濱村秀雄，71歲，日本馬拉松運動員和奧運選手。[31]
- 費雷爾·哈裡斯，59歲，美國納斯卡賽車手。[32]
- 亨利·拉斯科，83歲，美國奧運競走運動員。[33]
- 何塞·路易士·洛佩斯·德·拉卡勒，西班牙記者和工會會員，被埃塔殺害。
- 荷馬·湯普森，93歲，加拿大古典考古學家。[34]
- Timmy Payungka Tjapangati，58歲，澳大利亞原住民藝術家。
- 新谷勝，72歲，日裔加拿大空手道大師，死於心臟病發。

### 8日
- 皮塔·阿莫爾，81歲，墨西哥詩人。[35]
- 斯坦利·博克瑟，73歲，美國抽象藝術家。[36]
- X Brands，72歲，德裔美國演員。
- 葛籣·佈雷登，67歲，美國數學家。
- 威廉·C·布倫南，81歲，美國律師和政治家。
- Dédé Fortin，37歲，加拿大音樂家，自殺身亡。
- 休伯特·馬加，83歲，達荷美政治家。
- 亨利·尼科爾斯，26歲，美國愛滋病毒/愛滋病活動家。[37]

### 9日
- György Csordás，71歲，匈牙利自由泳運動員。[38]
- 亞瑟·大衛斯，94歲，美國動畫師和導演。
- 克里斯·埃文斯，53歲，加拿大冰球運動員。[39]
- 威廉·費爾柴爾德，82歲，英國作家、劇作家、導演和編劇。[40]
- 托多爾·尼科洛夫，54歲，保加利亞足球運動員。[41]
- 約翰·努卡托拉，92歲，美國籃球運動員、教練和裁判。
- 卡門·羅馬諾，74歲，墨西哥第一夫人（1976-1982）。
- 郑维山，84歲，中國將軍和政治家。

### 10日
- 雷蒙德·埃德，87歲，黎巴嫩政治家。[42]
- 馬丁·法恩代爾，71歲，英國陸軍上將。[43]
- 卡登·吉倫沃特，82歲，美國棒球運動員。[44]
- 瑪格麗特·哈裡斯，95歲，英國服裝設計師。[45]
- 黑宮清，57歲，日裔美國作家和民權活動家，死於癌症。[46]
- 維吉爾·雷恩斯，89歲，美國純種賽馬訓練師。
- 鹽澤兼人，46歲，日本聲優，死於腦挫傷。[47]
- 迪克·斯普朗，84歲，美國漫畫家和鉛筆匠。
- 克雷格·史蒂文斯，81歲，美國演員，死於癌症。[48]

### 11日
- Verna Aardema，88歲，美國作家。[49]
- 大衛·布雷瑟頓，76歲，美國電影剪輯師，死於肺炎。[50]
- 戴爾·詹寧斯，82歲，美國LGBT權利活動家、劇作家和作家。[51]
- 勒內·穆尼奧斯（René Muñoz），62歲，古巴演員和編劇，癌症。
- 阿爾伯特·羅伯茨（Albert Roberts），91歲，英國政治家。
- 漢尼·塔爾曼（Hanny Thalmann），83歲，瑞士女權活動家和政治家。
- Paula Wessely，93歲，奧地利女演員，死於支氣管炎。[52]

### 12日
- 彼特·阿貝爾，83歲，美國政治家（俄亥俄州第10國會選區的美國代表，死於阿爾茨海默病。[53]
- 戴夫·克勞，66歲，紐西蘭板球運動員。[54]
- 曾景文，89歲，美籍華裔藝術家、水彩大師。[55]
- 亞當·佩蒂，19歲，美國賽車手，死於車禍。[56]

### 13日
- 保羅·巴特爾，61歲，美國演員、作家和導演，死於肝癌，心臟病發作。[57]
- 奧利維爾·格賴夫，50歲，法國作曲家。[58]
- 斯坦利·科爾欽斯基，71歲，加拿大政治家。
- 博什科·佩羅舍維奇，43歲，塞爾維亞政治家。[59]
- 鶴田友美，49歲，日本職業摔跤手，死於肝移植併發症。
- 切薩雷·瓦萊蒂，77歲，義大利歌劇男高音。[60]

### 14日
- 烏爾達·阿內伯格，71歲，挪威女演員。
- 約翰尼·庫克，51歲，美國福音歌手，曾是快樂古德曼家族的成員。[61]
- Garrett Eckbo，89歲，美國景觀設計師。[62]
- C·埃裡克·林肯，75歲，美國學者，死於糖尿病。[63]
- 鮑勃·馬紮，60歲，澳大利亞演員和劇作家。[64]
- 小渊惠三，日本自民党竹下派七奉行之一，曾任日本首相[65][66][67]
- 羅德曼·洛克菲勒，68歲，美國商人和慈善家。[68]
- 卡爾·夏皮羅，86歲，美國詩人。[69]

### 15日
- 羅伯托·貝內迪克托，83歲，菲律賓律師，外交官和銀行家。
- 傑夫·戈達德，62歲，英國詞曲作者、歌手和樂器演奏家，死於心臟病發。
- 羅伯特·李·克努斯，82歲，美國政治家。
- 阿爾弗雷德·庫切夫斯基，68歲，蘇聯冰球後衛。[70]
- 喬治·馬歇爾，96歲，美國環保主義者和政治活動家。[71]
- Gösta Prüzelius，77歲，瑞典演員，白血病。
- 安東尼·斯奎爾，86歲，英國編劇和導演。[72]

### 16日
- 弗里多·弗雷，78歲，德國籃球運動員。[73]
- Evald Hermaküla，58歲，愛沙尼亞演員和導演，自殺身亡。
- 古拉姆·阿裡·奧卡爾維，80歲，巴基斯坦伊斯蘭學者和法學家。
- Andrzej Szczypiorski，72歲，波蘭小說家和政治家。[74]
- 羅納德·傑伊·威廉姆斯，72歲，特立尼達商人和政治家。

### 17日
- 唐納德·科根，90歲，英國聖公會教徒，坎特伯雷第101任大主教。[75]
- Hümeyra Hanımsultan，82歲，奧斯曼公主。[76]
- 艾爾西·萊薩，86歲，巴西記者和作家，美國血統。
- William H. Poteat，81歲，美國哲學家、學者和教授。[77]
- Sajjan，79歲，印度演員。
- 安吉麗娜·斯捷潘諾娃，94歲，蘇聯和俄羅斯舞臺和電影女演員，教師。[78]

### 18日
- 多明戈斯·达吉亚，87歲，巴西足球運動員和經理，中風。[79]
- 布魯諾·費特，75歲，義大利競走運動員和奧運選手。[80]
- 鄧尼斯·吉福德，72歲，英國作家、廣播員和記者。
- Doyle Lade，79歲，美國棒球運動員。[81]
- Yusuf Ludhianvi，67/68歲，巴基斯坦穆斯林學者，作家和穆哈迪斯，被謀殺。

### 19日
- 李·布魯斯特，57歲，美國變裝皇后和易裝癖活動家，死於癌症。[82]
- 約翰·格裡加斯，79歲，美國橄欖球運動員。[83]
- 葉夫根尼·瓦西裡耶維奇·赫魯諾夫，66歲，蘇聯宇航員，死於心臟病發。[84]
- 拉裡·蘭姆，70歲，英國報紙編輯。[85]

### 20日
- 阿德萊德·阿格列塔，59歲，義大利政治家。[86]
- 查理斯·安特寧，70歲，瑞士足球運動員。[87]
- 愛德華·伯恩茲，94歲，美國導演。[88]
- 迪克·布朗，74歲，加拿大足球運動員。
- Loyd Jowers，73歲，美國餐館老闆，死於心臟病發。[89]
- 大衛·皮爾斯，41歲，威爾士重量級拳擊冠軍。
- 尚-皮爾·雷波爾（Jean-Pierre Rampal），78歲，法國長笛演奏家，心力衰竭。[90]
- 馬利克·西利（Malik Sealy），30歲，美國籃球運動員，交通事故。[91]

### 21日
- 朱爾斯·阿方斯，88歲，美國橄欖球運動員。[92]
- 芭芭拉·卡特蘭，98歲，英國小說家。[93]
- Buzzy Drootin，80歲，美國爵士鼓手。[94]
- 约翰·吉尔古德（John Gielgud），96歲，英國演員。[95]
- 杜爾西·霍蘭德（Dulcie Holland），87歲，澳大利亞作曲家和音樂教育家。[96]
- 馬克·休斯，44歲，美國企業家，康寶萊創始人，意外服用過量藥物而死。[97]
- 埃里希·梅尔克，92歲，德國共產黨官員。[98]
- 趙樸初，92歲，中國宗教領袖、書法家。[99]
- 马哈茂德·祖阿比，敘利亞政治家和總理，死於自殺（有爭議）。

### 22日
- 巴哈多爾，印度演員。
- 克日什托夫·博倫，76歲，波蘭物理學家、記者和科幻小說作家。
- 大衛·布魯克曼，83歲，澳大利亞政治家，死於交通事故。[100]
- 埃爾德裡奇·迪基，54歲，美國橄欖球運動員，死於中風。[101]
- 大衛·富爾頓（Davie Fulton），84歲，加拿大政治家和法官。[102]
- 加里·科科里安（Gary Kerkorian），70歲，美式足球運動員。[103]
- Bennie Lee Sinclair，61歲，美國詩人，小說家和短篇小說作家，死於心臟病發。[104]
- 大衛·查德威克·史密斯，68歲，加拿大經濟學家。[105]
- 何塞·拉斐爾·莫利納·烏雷尼亞，79歲，多明尼加共和國總統。

### 23日
- Eddy Blondeel，94歲，二戰期間SAS的比利時指揮官。
- 羅傑·加勒特，59歲，美國演員。
- 傑克·哈利迪（Jack Halliday），71歲，美國橄欖球運動員。[106]
- 米沙里·本·阿卜杜勒阿齊茲·阿勒沙特，沙特王子，沙特王室成員。[107]

### 24日
- 凱文·萊昂斯，77歲，澳大利亞政治家。
- 庫爾特·肖克，53歲，美國記者和戰地記者，被殺。[108]
- Majrooh Sultanpuri，80歲，印度烏爾都語詩人和作詞家。
- 克里夫·薩特，89歲，美國網球運動員。
- 奥列格·叶夫列莫夫，72歲，蘇聯/俄羅斯演員和戲劇製片人，死於肺病。[109]

### 25日
- 肯·布斯菲爾德，80歲，英國高爾夫球手。[110]
- 尼古拉斯·克萊，53歲，英國演員，死於肝癌。[111]
- 伊莉莎白·杜拉克，84歲，澳大利亞藝術家和作家。[112]
- 西摩·凱蒂，84歲，美國神經科學家。[113]
- 弗朗西斯·萊德勒，100歲，奧地利裔美國演員。[114]
- 賈亞·帕蒂拉納，79歲，斯里蘭卡最高法院法官。

### 26日
- 桑德拉·格溫，65歲，加拿大記者和作家。[115]
- William McCaughey，70歲，美國音響工程師。
- 漢普·普爾，85歲，美式橄欖球運動員，教練和球探，死於心臟衰竭。
- 馬克斯·謝倫伯格，72歲，瑞士自行車賽車手。[116]
- 撒母耳·A·泰勒，87歲，美國劇作家和編劇，死於心臟衰竭。[117]
- 弗農·克朗普頓·伍德沃德，83歲，加拿大戰鬥機飛行員，二戰期間的飛行王牌。
- 山村聰，90歲，日本演員、電影導演，死於心臟病發。[118]

### 27日
- 英加·阿貝爾，53歲，德國女演員，死於癌症。[119]
- 貢薩洛·德·波旁王子，62歲，西班牙貴族，白血病。[120]
- 卡齊米日·萊斯基，87歲，波蘭工程師，戰鬥機飛行員和（反）情報官員。[121]
- 麥理浩，82歲，英國外交官，香港總督。[122]
- 莫裡斯·理查，78歲，加拿大曲棍球運動員，死於心血管疾病。[123]

### 28日
- 喬治·歐文·貝爾，73歲，美國科學家和登山家。[124]
- 唐納德·大衛斯，75歲，威爾士計算機科學家。[125]
- Maraden Panggabean，77歲，印尼陸軍上將兼國防部長，死於腦血管疾病。
- Vincentas Sladkevičius，79歲，羅馬天主教會立陶宛紅衣主教。
- 埃裡克·特納，31歲，美國橄欖球運動員，死於胃癌。[126]
- 弗朗西斯科·維斯蒂爾，86歲，菲律賓籃球運動員和奧運選手。[127]
- Heleen Sancisi Weerdenburg，56歲，荷蘭歷史學家。[128]

### 29日
- 克萊門特·伊松（Clement Isong），80歲，奈及利亞銀行家和政治家。
- 羅伯特·奧利弗（Robert T. Oliver），90歲，美國作家和講師。[129]
- 奧布里·理查茲（Aubrey Richards），79歲，英國演員。
- 安東尼·斯皮內利（Anthony Spinelli），73歲，美國演員和製片人。[130]
- 多琳·楊·維克勒馬辛哈（Doreen Young Wickremasinghe），93歲，英國共產黨政治家。

### 30日
- Tex Beneke，86歲，美國樂隊領隊和音樂家。[131]
- 伊科·卡雷拉（Iko Carreira），66歲，安哥拉陸軍上將和政治家。[132]
- 羅伯特·凱西（Robert P. Casey），68歲，美國律師和政治家，澱粉樣變性。[133]
- 多麗絲·黑爾（Doris Hare），95歲，威爾士女演員。[134]
- 井上大輔，58歲，日本歌手和作曲家，自殺。
- 拉姆·維拉斯·夏爾馬（Ram Vilas Sharma），87歲，印度學者、詩人和作家。[135]
- 比爾·湯瑪斯（Bill Thomas），78歲，美國服裝設計師。

### 31日
- 約翰·柯立芝，93歲，美國商人，卡爾文·柯立芝總統的兒子。[136]
- 安德魯·福爾茲，77歲，英國演員和政治家。[137]
- Erich Kähler，94歲，德國數學家。[138]
- 彼得·姆拉德诺夫，63歲，保加利亞共產黨外交官和政治家。[139]
- 尼古拉斯·奧伊科諾米德斯，66歲，希臘拜占庭主義者。[140]
- 魯道夫·皮尼，73歲，烏拉圭足球運動員。[141]
- Tito Puente，77歲，美國音樂家，詞曲作者和唱片製作人。[142]
- 喬·彪馬，72歲，美國爵士吉他手。[143]
- Hank Ruszkowski，74歲，美國棒球運動員。[144]
- 沃爾特·斯派洛，73歲，英國影視演員。
- 約翰尼·泰勒，66歲，美國歌手，死於心臟病發。[145]
- A. Jeyaratnam Wilson，72歲，斯里蘭卡泰米爾學者、歷史學家和作家。